# Schönau an der Brend

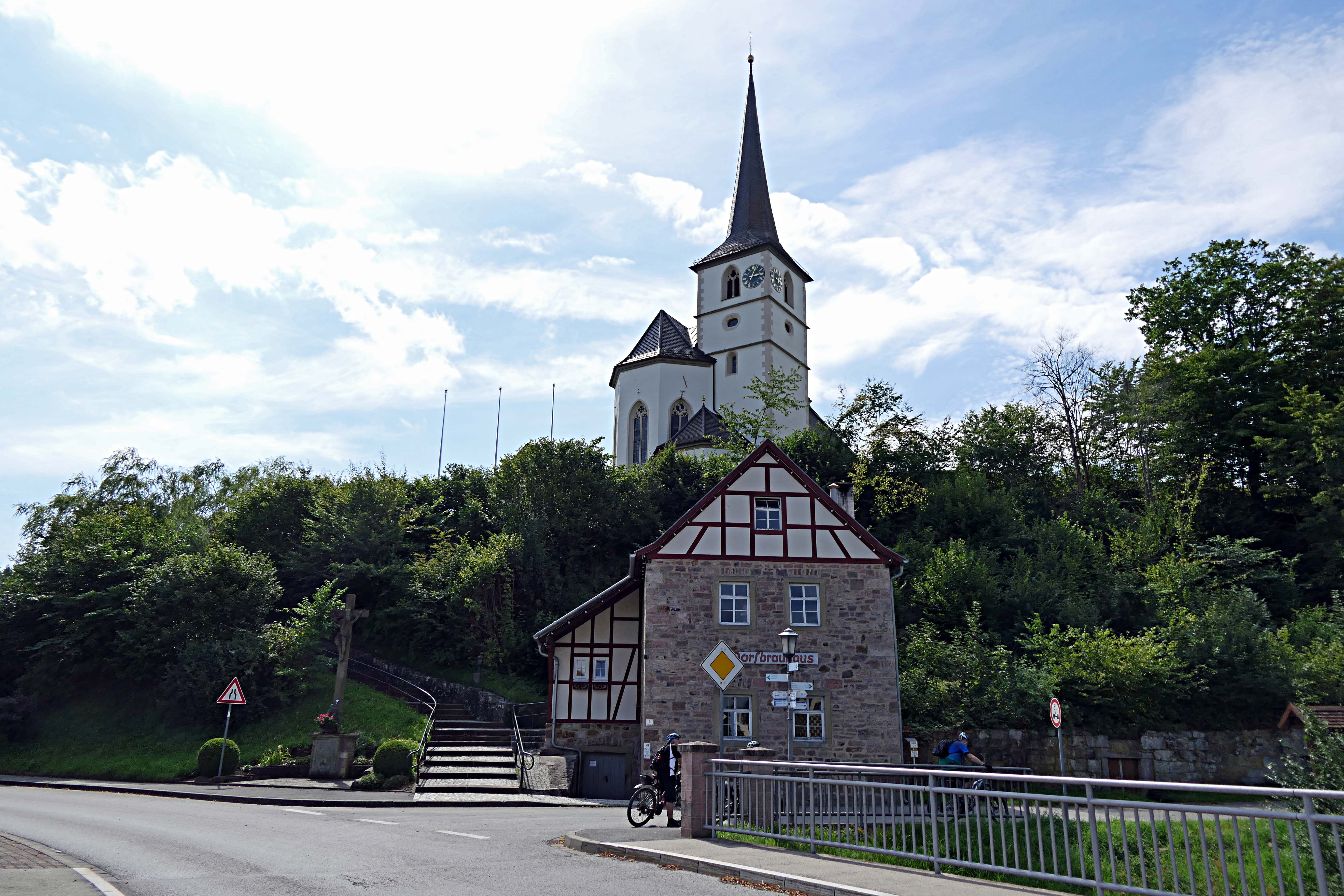
Kirche und Dorfbrauhaus in Schönau an der Brend

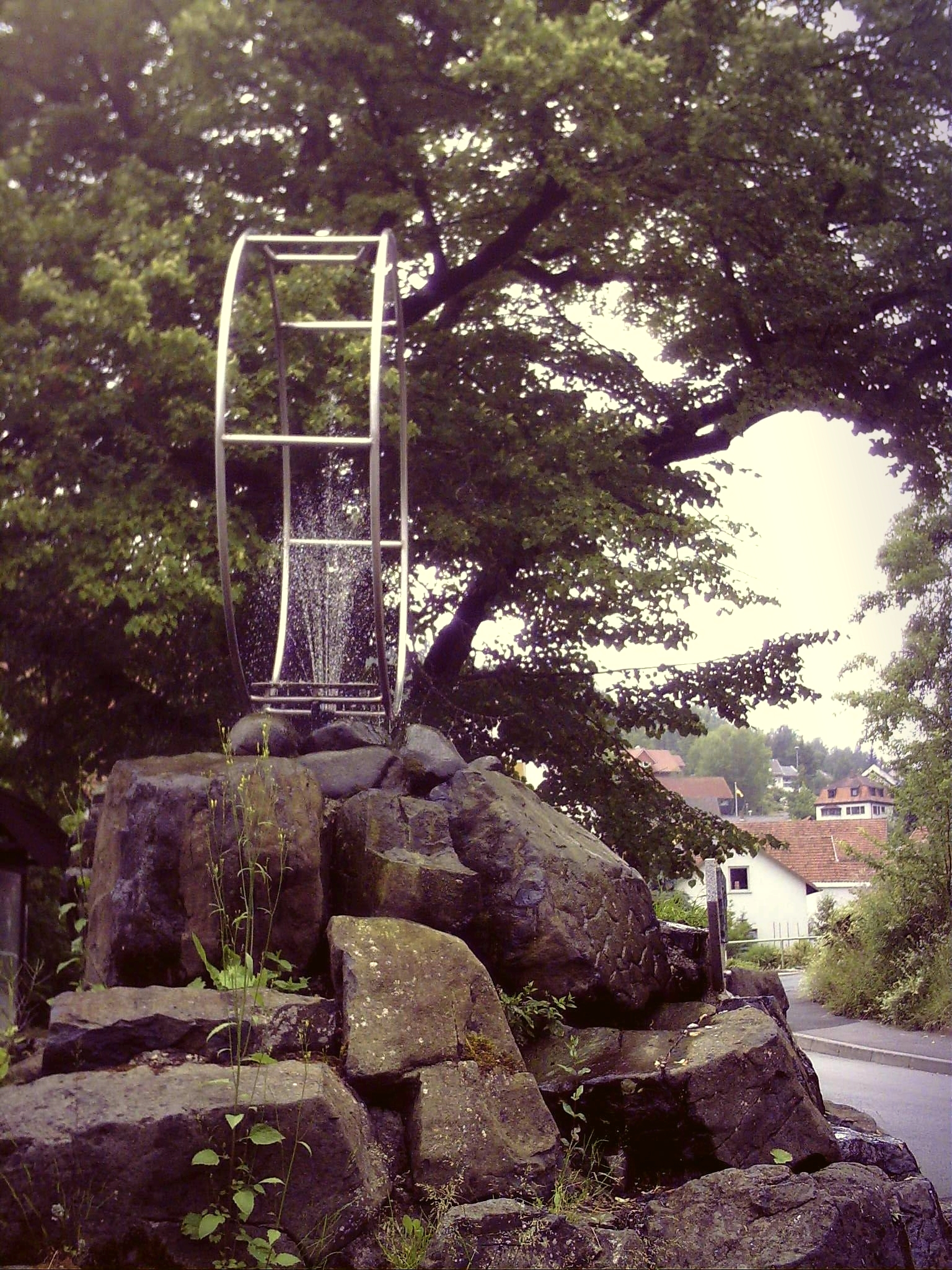
Rhönraddenkmal in Schönau an der Brend

Schönau an der Brend (amtlich: Schönau a.d.Brend) ist eine Gemeinde im unterfränkischen Landkreis Rhön-Grabfeld. Die Gemeinde ist Mitglied der Verwaltungsgemeinschaft Bad Neustadt an der Saale.

## Geografie
Die Gemeinde liegt in der Region Main-Rhön.

### Gemeindegliederung
Es gibt vier Gemeindeteile (in Klammern ist der Siedlungstyp angegeben):
- Burgwallbach (Pfarrdorf)
- Kollertshof (Weiler)
- Schleppermühle (Einöde)
- Schönau an der Brend (Kirchdorf)

Es gibt die Gemarkungen Burgwallbach, Schönau an der Brend und Kollertshof.

## Geschichte

### Bis zur Gemeindegründung
Das Amt des Hochstiftes Würzburg gehörte ab 1500 zum Fränkischen Reichskreis. Es wurde nach der Säkularisation von 1803 zugunsten Bayerns 1805 dem Erzherzog Ferdinand von Toskana zur Bildung des Großherzogtums Würzburg überlassen und fiel mit diesem 1814 endgültig an Bayern. Im Zuge der Verwaltungsreformen entstand mit dem Gemeindeedikt von 1818 die heutige Gemeinde.

### Eingemeindungen
Im Zuge der Gebietsreform in Bayern wurde am 1. Januar 1978 wurde die Gemeinde Burgwallbach eingegliedert.

### Einwohnerentwicklung
- 1961: 1143 Einwohner[4]
- 1970: 1258 Einwohner[4]
- 1987: 1353 Einwohner
- 1991: 1381 Einwohner
- 1995: 1431 Einwohner
- 2000: 1443 Einwohner
- 2005: 1397 Einwohner
- 2010: 1319 Einwohner
- 2011: 1262 Einwohner
- 2012: 1260 Einwohner
- 2013: 1239 Einwohner
- 2014: 1228 Einwohner
- 2015: 1237 Einwohner
- 2019: 1231 Einwohner

Im Zeitraum 1988 bis 2018 sank die Einwohnerzahl von 1337 auf 1232 um 105 Einwohner bzw. um 7,9 %. 1997 hatte die Gemeinde 1456 Einwohner.
Quelle: BayLfStat

## Politik

### Gemeinderat
Der Gemeinderat hat (ohne die Erste Bürgermeisterin) zwölf Mitglieder.
- Schönauer Liste 9 Sitze
- Liste Zwei 3 Sitze

(Stand: Kommunalwahl am 15. März 2020)
Auch nach der Wahl im März 2020 hat der Gemeinderat 12 Mitglieder, 9 Gemeinderäte gehören der Schönauer Liste und 3 Gemeinderäte der Liste Zwei an.

### Bürgermeister
Erste Bürgermeisterin ist Sonja Rahm (Freie Wähler Rhön-Grabfeld), diese zog über die Liste Zwei ein.
Zweiter Bürgermeister ist Reinhold Nöldner (Schönauer Liste) und Dritter Bürgermeister ist Andreas Herleth (Schönauer Liste) aus Burgwallbach.

## Wappen

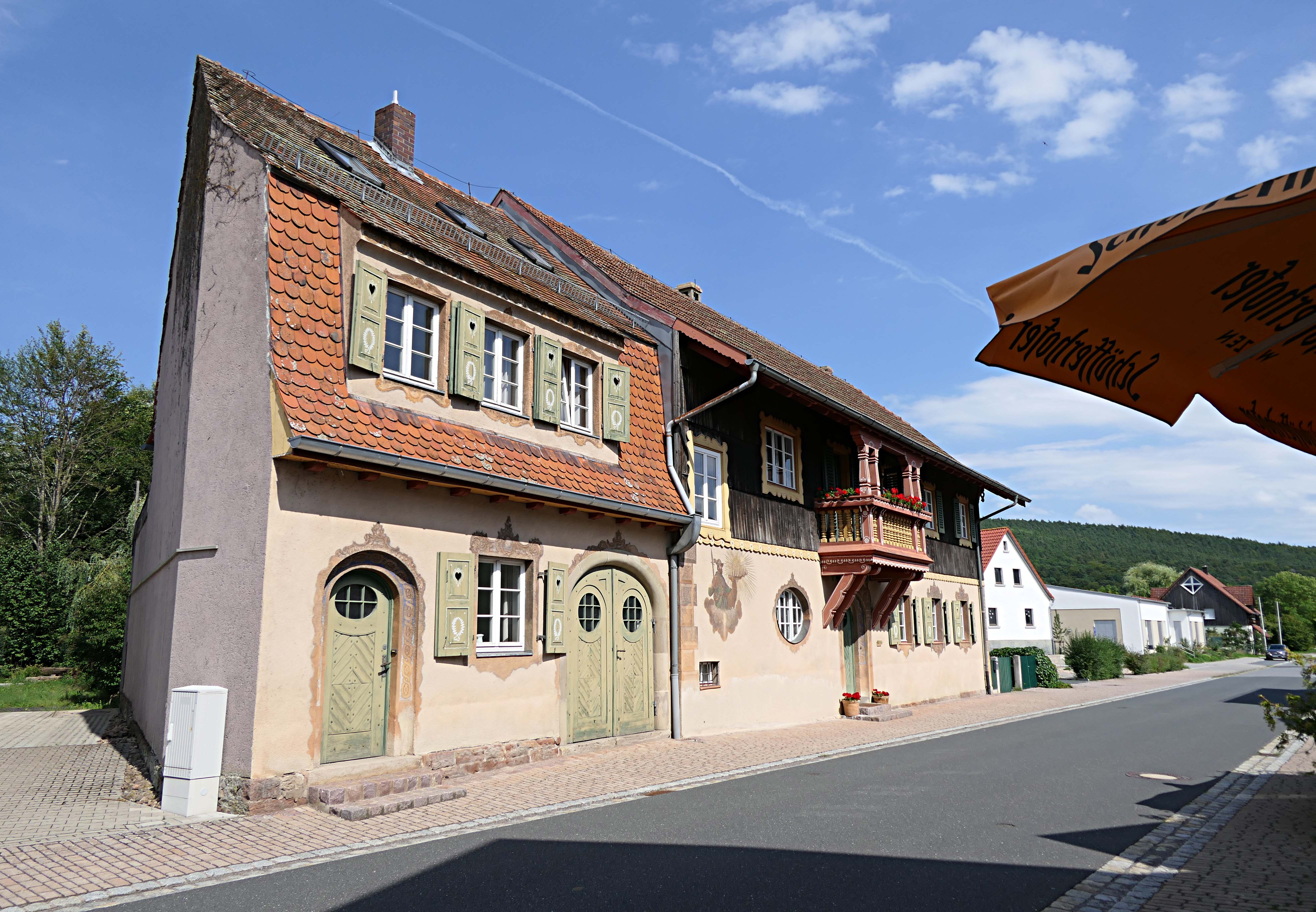
Ehemaliges Jagdhaus in Schönau an der Brend

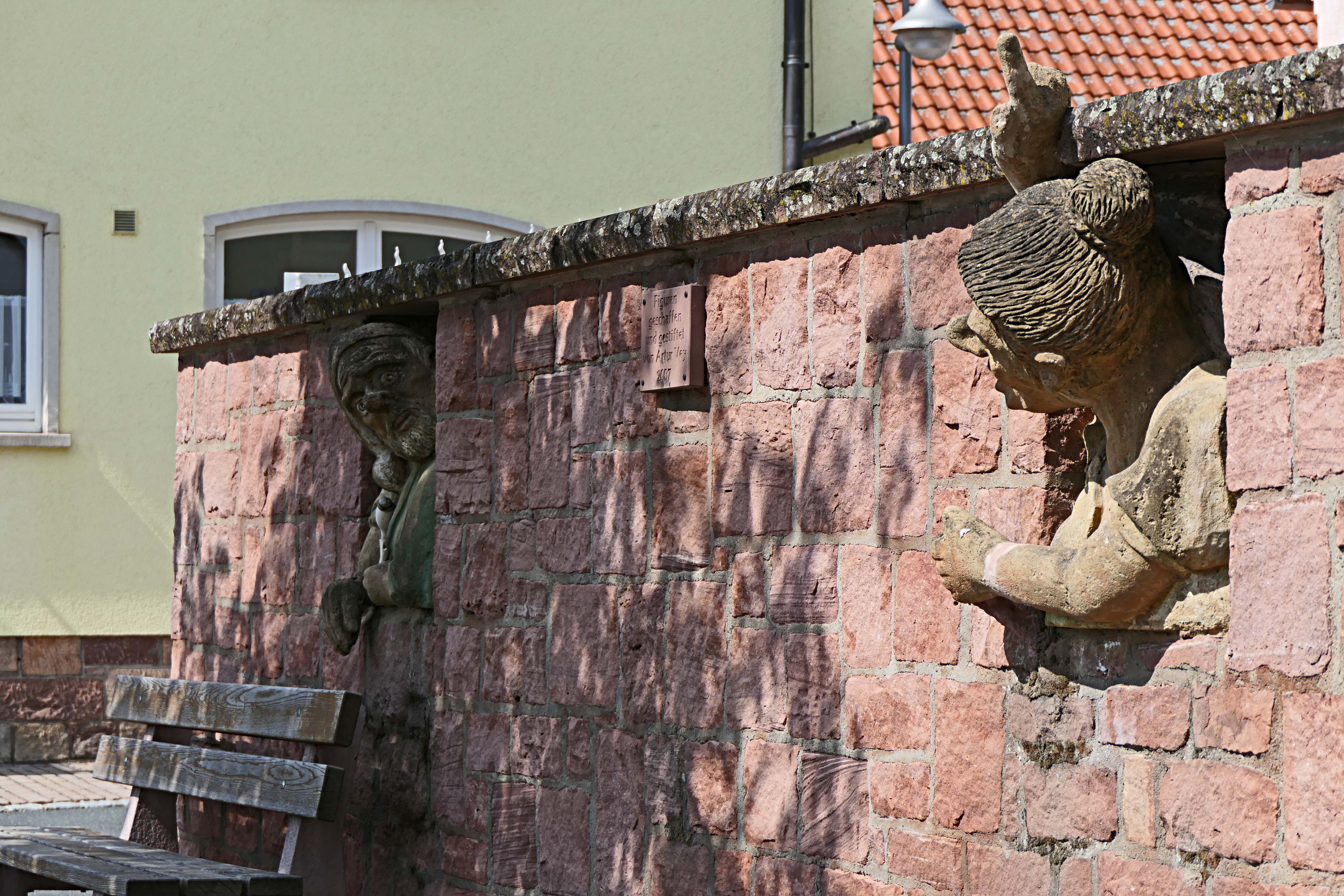
Mauerfiguren

|                         | Blasonierung: „Über goldenem Zinnenschildfuß mit schwarzem Wellenbalken in Grün ein silbernes Rhönrad, darin ein goldenes Eichenblatt.“ |
| Wappenführung seit 1987 | |

## Kultur und Sehenswürdigkeiten

### Bauwerke
- Rhönrad-Denkmal
- Julius-Echter-Kirche

### Markbergkreuz

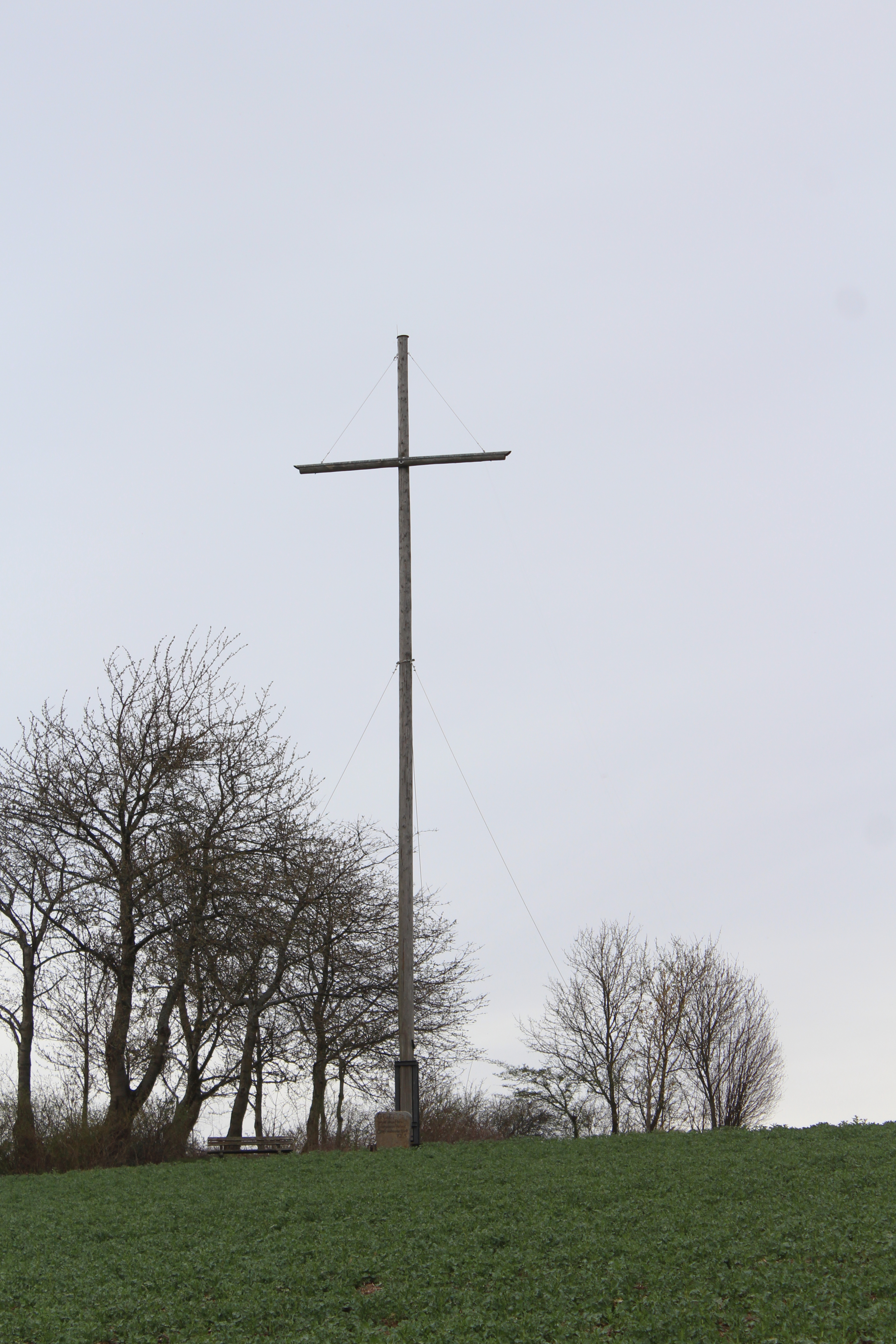
Markbergkreuz

Nördlich von Schönau befindet sich seit 1965 auf dem 425 Meter hohen Markberg das schon von der B 279 aus sichtbare Markbergkreuz. Das erste, 19 Meter hohe Markbergkreuz bestand aus Fichtenholz und wurde 1973 wegen seines schlechten Zustandes durch ein Kreuz gleicher Höhe aus Lärchenholz ersetzt. 1998 wurde dieses durch das noch heute existierende 23 Meter hohe Markbergkreuz ersetzt, dessen Querbalken mit einer schützenden Kupferverblendung versehen ist.
Das Markbergkreuz wurde von der Kolpingfamilie finanziert, welche auch am zweiten Septembersonntag das Markbergfest eines der beliebtesten regulären Veranstaltungen in Schönau an der Brend zu Füßen des Markbergkreuzes durchführt.

## Wirtschaft und Infrastruktur

### Wirtschaft einschließlich Land- und Forstwirtschaft
Es gab 2017 nach der amtlichen Statistik 114 sozialversicherungspflichtig Beschäftigte am Arbeitsort und 506 sozialversicherungspflichtig Beschäftigte am Wohnort, so dass sich ein Auspendler-Überschuss von 392 Personen ergibt. 2016 bestanden zehn landwirtschaftliche Betriebe. 399 ha sind landwirtschaftlich genutzten Fläche, davon 230 ha Ackerfläche und 168 ha Dauergrünfläche.

### Verkehr

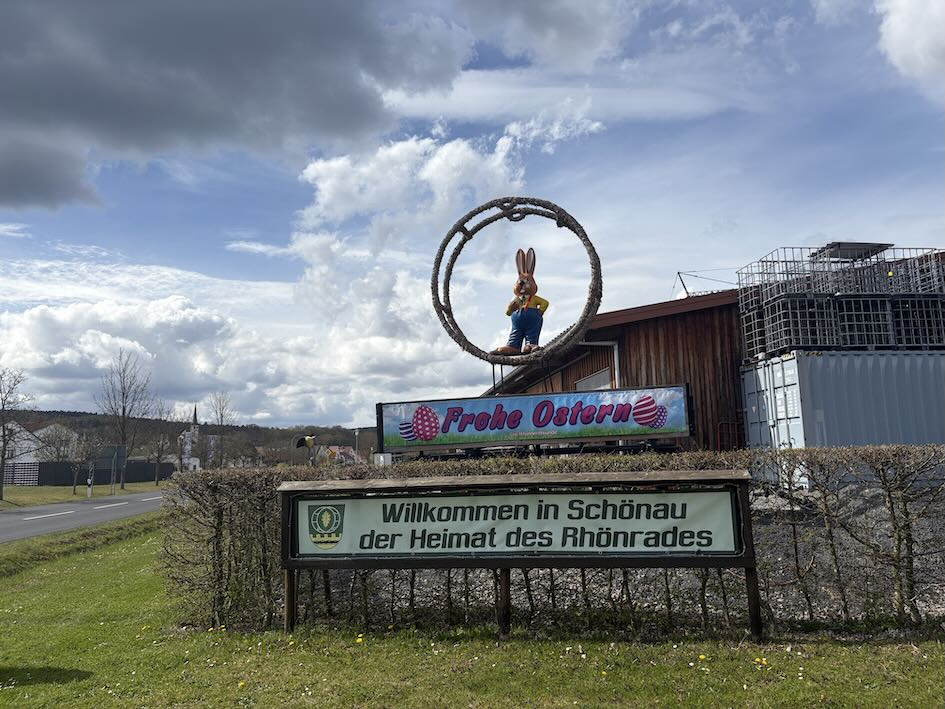
Ortseingang

Früher führte die Bahnstrecke Bad Neustadt–Bischofsheim mit dem Haltepunkt Schönau (Brend) durch den Ort. Heute gibt es als öffentliches Verkehrsmittel nur den Bus: Es existiert die öffentliche Linie 8305 von Bad Neustadt nach Gersfeld und zurück, außerdem ein Schulbus für die Kinder der Grundschule nach Burgwallbach.

### Bildung
Es gibt folgende Einrichtungen (Stand: 2024):
- 1 Kindertageseinrichtung mit 80 Plätzen und 76 Kindern[9]
- Grundschule im Schulverband mit der Kreuzbergschule Bischofsheim[10]

## Persönlichkeiten
- Otto Feick (1890–1959), Erfinder des Rhönrads, lebte nach der Ausweisung durch die Franzosen aus der Pfalz in Schönau und gründete dort eine Metallwerkstatt.